# مگی داگورتی هوارد
مگی داگورتی هوارد (انگلیسی: Meggie Dougherty Howard؛ زادهٔ ۲۷ ژوئیهٔ ۱۹۹۵) بازیکن فوتبال اهل ایالات متحده آمریکا است.
از باشگاه‌هایی که در آن بازی کرده‌است می‌توان به واشینگتن اسپیریت اشاره کرد.
وی همچنین در تیم‌های ملی فوتبال زیر ۲۳ سال زنان ایالات متحده آمریکا بازی کرده‌است.